# Bistum Santa Ana
Das Bistum Santa Ana (lateinisch Dioecesis Sanctae Annae, spanisch Diócesis de Santa Ana) ist ein in El Salvador gelegenes römisch-katholisches Bistum mit Sitz in Santa Ana. Es umfasst die Departamentos Santa Ana und Ahuachapán.

## Geschichte
Papst Pius X. gründete es am 11. Februar 1913 aus Gebietsabtretungen des Erzbistums San Salvador, dem es auch als Suffragandiözese unterstellt wurde. 
Einen Teil seines Territoriums verlor es am 31. Mai 1986 an das Bistum Sonsonate.

## Bischöfe von Santa Ana
- Giacomo Richardo Vilanova y Meléndez (3. Juli 1914 – 17. Januar 1953)
- Benjamin Barrera y Reyes MI (1. März 1954 – 25. Februar 1981)
- Marco René Revelo Contreras (25. Februar 1981 – 19. Oktober 1998)
- Romeo Tovar Astorga OFM (12. Mai 1999 – 9. Februar 2016)
- Miguel Ángel Morán Aquino (seit 9. Februar 2016)

## Weblinks

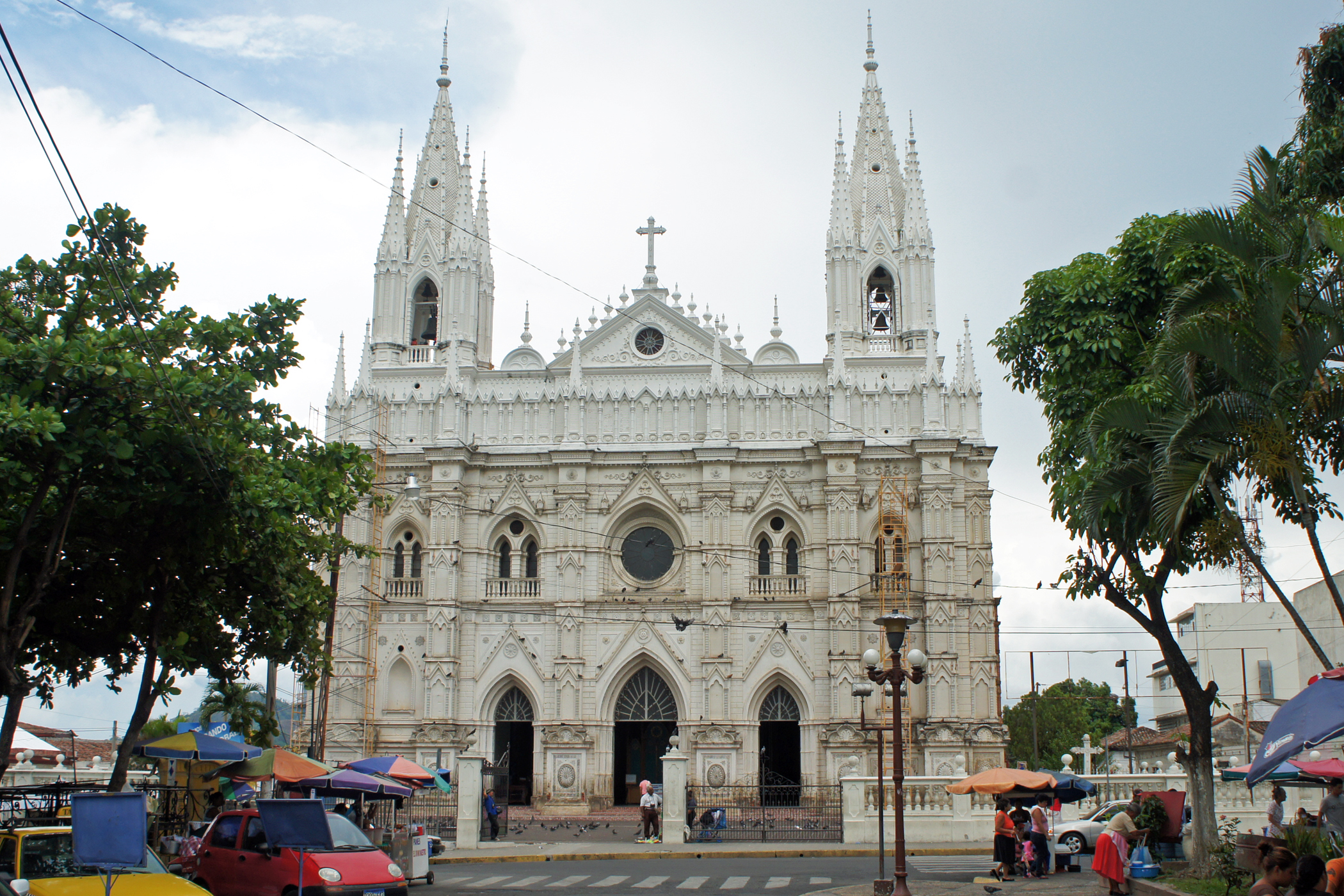
Kathedrale Nuestra Señora de Santa Ana